# Latulipe-et-Gaboury
Latulipe-et-Gaboury är en kommun för förenade kantoner (franska: municipalité de cantons unis) i provinsen Québec i Kanada. Den ligger i regionen Abitibi-Témiscamingue, i den sydöstra delen av landet, 300 km nordväst om huvudstaden Ottawa.